# Centrale nucléaire en France
Une centrale nucléaire en France, aussi appelée « centre nucléaire de production d’électricité » (CNPE), est un site industriel situé en France qui utilise la fission de noyaux atomiques au sein d'un combustible nucléaire pour produire de l'électricité.

## Contexte
| \| Marcoule Chinon Chooz Brennilis Saint-Laurent Bugey Belleville Le Blayais Cattenom Civaux Creys-Malville Cruas Dampierre Fessenheim Flamanville Golfech Gravelines Paluel Penly Saint-Alban Tricastin Nogent \| Localisation des centrales nucléaires en France. |
| Marcoule Chinon Chooz Brennilis Saint-Laurent Bugey Belleville Le Blayais Cattenom Civaux Creys-Malville Cruas Dampierre Fessenheim Flamanville Golfech Gravelines Paluel Penly Saint-Alban Tricastin Nogent                                                        |

En janvier 2023, la France compte 18 centrales nucléaires dans lesquelles 56 réacteurs nucléaires sont en activité. Ces centrales sont exploitées par Électricité de France (EDF).
Plusieurs réacteurs sont en cours de démantèlement (Brennilis, Chooz A, Chinon A1-2-3, Bugey 1, Saint-Laurent A1-2,  Phénix et Creys-Malville). Les deux réacteurs de la centrale nucléaire de Fessenheim ont été mis à l’arrêt définitif respectivement en février et juin 2020, les opérations de démantèlement commenceront au plus tôt en 2025 après déchargement du combustible nucléaire usé,. Le démantèlement du réacteur nucléaire Phénix, exploité conjointement par le CEA et EDF, et mis à l’arrêt définitif en février 2010, est en cours.
La France est, par le nombre de réacteurs en activité, la puissance installée et l'énergie électrique produite en 2010, au 2e rang des pays producteurs d'électricité d'origine nucléaire dans le monde après les États-Unis : 408 TWh produits par an, soit 74 % de la production annuelle d’électricité en France (550 TWh) et 16 % de l'énergie électrique d'origine nucléaire produite dans le monde.
Chaque centrale est soumise à un référentiel de normes de sûreté et de sécurité évoluant en fonction des enseignements des incidents passés nationaux ou internationaux. La sûreté de chaque centrale nucléaire est contrôlée par l'ASN assistée de l'IRSN, devenues en janvier 2025 l'ASNR. Chaque centrale fait l'objet de visites décennales au cours desquelles on procède à une inspection en profondeur et à un réexamen de sûreté complet afin de statuer sur une éventuelle prolongation d'exploitation de dix années supplémentaires. La sécurité nucléaire de chaque centrale est quant à elle contrôlée par le département de la sécurité nucléaire (DSN) du service des hauts fonctionnaires de défense et de sécurité (HFDS) du ministère chargé de l'énergie.

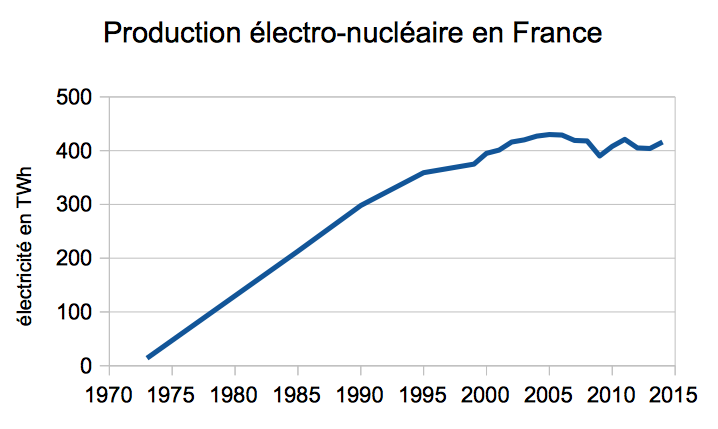
Évolution de la production d'électricité d'origine nucléaire en France.

## Historique

### Genèse d’un programme nucléaire (1945-1958)

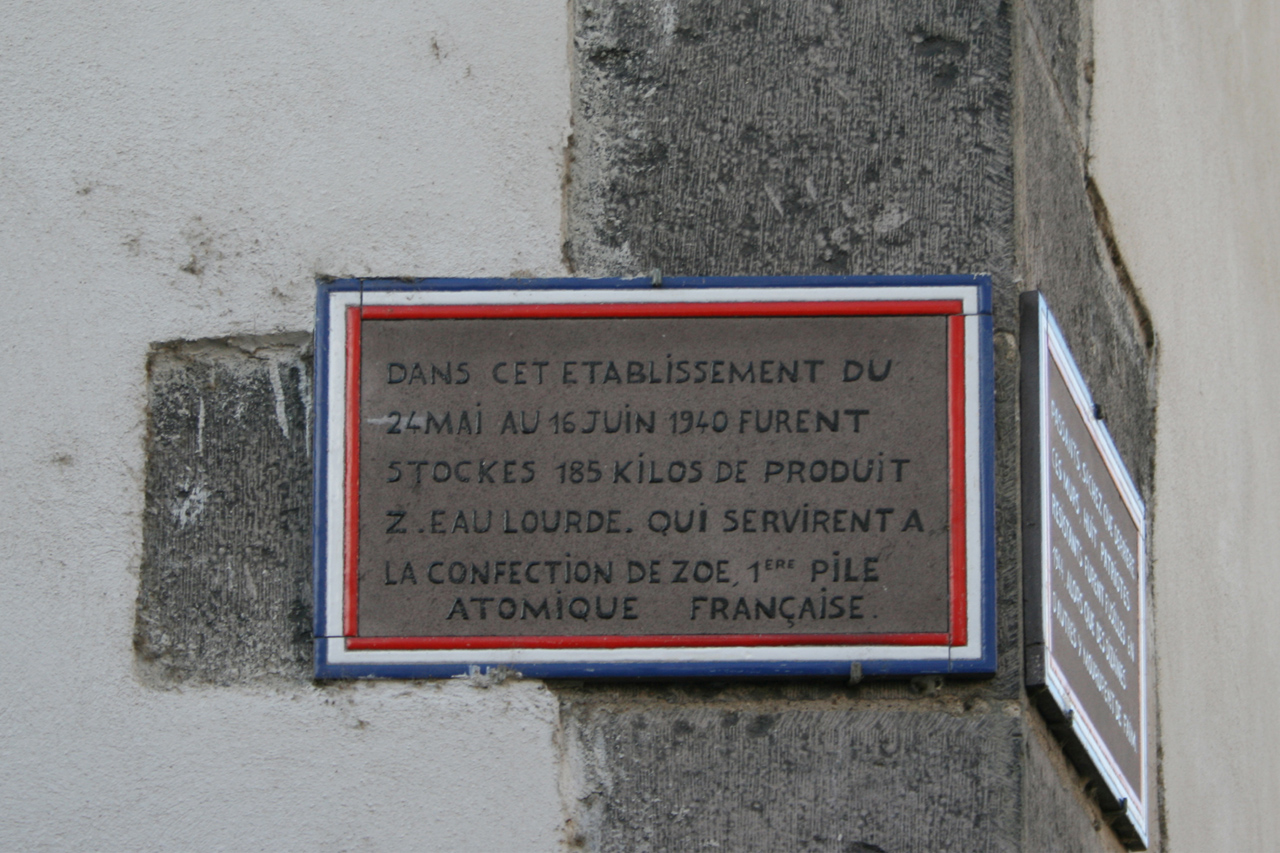
Plaque commémorative à la prison de Riom, site de stockage d'eau lourde pendant la Seconde Guerre mondiale pour Zoé, la première pile atomique française.

La recherche française dans le domaine nucléaire a commencé bien avant la Seconde Guerre mondiale. La physique nucléaire est déjà à un stade très avancé grâce aux travaux de Pierre et Marie Curie, Frédéric et Irène Joliot-Curie. Fort de ces avancées et au vu des progrès réalisés par la recherche américaine dans ce domaine, menant aux bombardements atomiques d'Hiroshima et de Nagasaki les 6 et 9 août 1945, Charles de Gaulle, alors président du Gouvernement provisoire de la République française, crée le Commissariat à l'énergie atomique (CEA) le 18 octobre 1945. Cet organisme a vocation à poursuivre les recherches scientifiques et techniques en vue de l’utilisation de l’énergie atomique dans divers domaines de l’industrie, de la science et de la défense,. Les deux premières personnalités à se partager la responsabilité de la direction de cet organisme sont Frédéric Joliot-Curie en qualité de Haut Commissaire pour les questions scientifiques et techniques et Raoul Dautry, ancien ministre de l'Armement, en tant qu'administrateur général.
En matière de production électrique, Félix Gaillard, membre du gouvernement Antoine Pinay (de mars 1952 à janvier 1953), propose en juillet 1952 au Parlement, qui l'accepte, le premier plan quinquennal de développement de l'énergie atomique donnant une accélération décisive aux recherches. Il a pour objectif essentiel de trouver un remède pour le déficit énergétique français. Félix Gaillard sera nommé ultérieurement, le 18 mars 1955, président de la Commission de coordination de l'énergie atomique. Ce plan prévoit la construction de deux réacteurs, complétés plus tard par un troisième. Faute de posséder des installations d'enrichissement de l'uranium, la France est conduite à choisir la filière uranium naturel graphite gaz (UNGG). Il s'agit d'un type de réacteurs utilisant l'uranium naturel comme combustible, le graphite comme modérateur de neutrons et le gaz carbonique pour le transport de la chaleur vers les turbines et pour le refroidissement du cœur.
Le premier réacteur nucléaire, G1 diverge le 7 janvier 1956 sur le site nucléaire de Marcoule. Il s’agit encore d’un équipement prototype de puissance limitée (40 MW). Les réacteurs nucléaires G2 en 1958 et G3 en 1959 sont plus puissants et vont constituer la tête de série de la filière.

### Déploiement du programme nucléaire civil (1958-1970)
Charles de Gaulle est investi président du Conseil par l'Assemblée nationale le 1er juin 1958. Lors du premier Comité de défense, qui se tient le 17 juin 1958, il met un terme au projet de coopération nucléaire franco-germano-italienne initié en 1957 et accélère le programme nucléaire national en confirmant la date de la première expérience française. La maîtrise du nucléaire et la détention de l’arme atomique comme arme de dissuasion sont le cœur de la politique d'indépendance énergétique nationale voulue par le Général, tant dans le domaine militaire que le domaine énergétique.
Après le succès des réacteurs expérimentaux de Marcoule, EDF est chargée de mettre en place le programme électronucléaire français avec des réacteurs du même type, uranium naturel graphite gaz (UNGG). De 1963 à 1971, six réacteurs sont mis en service : trois sur le site de Chinon, deux à Saint-Laurent-des-Eaux et un à Bugey. La puissance unitaire passe de 70 (Chinon-A1) à 540 MW (Bugey-1). En fin de période, le nucléaire fournit 5 % de l'électricité produite en France.
Le centre CEA de Cadarache, près de Manosque, est créé en 1960. Il s’agit du quatrième centre d'études nucléaires. Neuf réacteurs expérimentaux sont mis en service pendant les années 1960, soit en moyenne deux par centre. Minerve est destiné aux études neutroniques sur des réseaux combustibles des différentes filières de réacteurs nucléaires. Osiris sert à étudier les matériaux et combustibles des centrales nucléaires, et produit des radioéléments pour l'industrie et la médecine nucléaire, notamment du technétium 99m, dont il est l'un des trois seuls producteurs au monde, et du silicium dopé. Pégase ainsi que Harmonie, Masurca, César, Marius, Cabri complètent le dispositif. En 1967, le premier réacteur à neutrons rapides français, Rapsodie, est mis en service. Il sera le précurseur de Phénix et Superphénix. Éole, Minerve, Phébus viennent compléter le dispositif de recherche pour la deuxième et troisième génération de réacteurs nucléaires à eau pressurisée qui sera exploitée en France à partir de 1977.

### Tournant industriel (1970-1980)

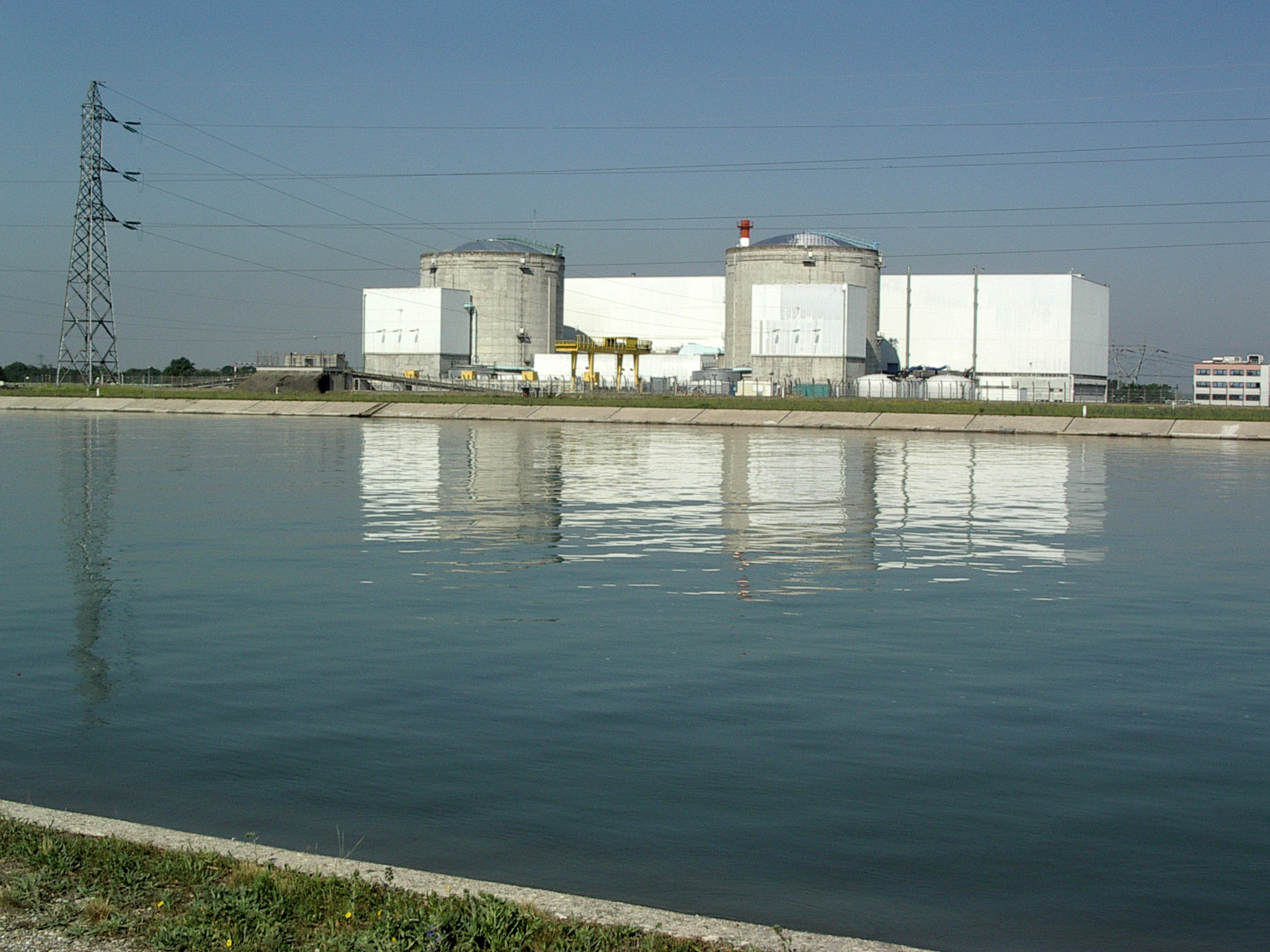
La centrale nucléaire de Fessenheim, où sont construits deux des six réacteurs du contrat-programme CP0.

Au début des années 1960, la commission PEON, une commission consultative auprès du gouvernement français créée en 1955 afin d'évaluer les coûts liés à la construction de réacteurs nucléaires, préconise le développement de l’énergie nucléaire pour pallier le manque de sources énergétiques nationales. Deux positions vont alors s’affronter : celle du CEA qui préconise la filière UNGG et celle de EDF qui souhaite développer la filière américaine REP (uranium enrichi et eau sous pression) de Westinghouse. Un rapport technique comparant les deux filières réalisé en 1967 établit que le kWh produit avec une centrale UNGG est 20 % plus cher que celui produit avec une centrale REP de même puissance (500 MWe). Charles de Gaulle, alors président de la République, tient à l’indépendance nationale et autorise toutefois la construction de deux centrales UNGG à Fessenheim (Haut-Rhin), tout en poursuivant une coopération avec la Belgique sur les REP (Tihange et Chooz A). La Belgique a réalisé en effet le premier REP en Europe, BR-3, d’une puissance modeste d'un peu plus de 10 MWe, mis en service en 1962,.
Durant la présidence de Georges Pompidou, le gouvernement Jacques Chaban-Delmas, nouvellement désigné, fait brutalement volte-face. Par décision interministérielle du 13 novembre 1969, la filière UNGG est abandonnée au profit des réacteurs à eau légère. Les deux arguments invoqués sont d’une part la taille compacte des REP et l’assise technique et financière des sociétés américaines. Deux sociétés s’affrontent alors pour exploiter les licences américaines : Framatome (société franco-américaine de constructions atomiques) créée spécialement, exploitant le brevet de Westinghouse pour la technologie REP, et le groupe de la Compagnie générale d'électricité (CGE) (qui deviendra Alcatel-Alsthom en 1991), exploitant le brevet de General Electric pour la filière des réacteurs à eau bouillante.
EDF est autorisé à construire deux REP à Fessenheim, au lieu des deux UNGG prévus, qui sont raccordés au réseau en 1977. Puis quatre autres sont autorisés à Bugey (Ain). Ces six réacteurs constitueront a posteriori le palier dit CP0 (« contrat programme zéro »),,.
Deux évènements internationaux conduisent à une accélération spectaculaire du programme électronucléaire français. Le conflit israélo-arabe, notamment la guerre du Kippour en 1973, ainsi que le premier choc pétrolier, qui conduit le prix du pétrole à doubler deux fois en octobre 1973, mettent brutalement en évidence la dépendance énergétique des pays occidentaux et leur fragilité en la matière au moment où le pays connaît une extraordinaire croissance économique.
Le comité interministériel du 22 mai 1973, soit cinq mois avant la crise du Proche-Orient, a déjà décidé d'accroître le programme de centrales électronucléaires prévu au VIe plan, en le portant de 8 à 13 GW pour la période 1972-1977. Ces événements conduisent Pierre Messmer, premier ministre, à décider le 5 mars 1974 à accélérer encore ce programme. Les 13 000 MW prévus pour être réalisés de 1972 à 1977 seraient entièrement engagés avant la fin de 1975. Ultérieurement, les investissements d'EDF seraient poursuivis au même rythme correspondant à l'engagement de 50 000 MW nucléaires de 1974 à 1980, ce qui correspond à 55 réacteurs de 900 MW, en sus des six déjà en activité.
En septembre 1972, la CGE présente le BWR6, le nouveau réacteur à eau bouillante de General Electric, qui dispose d’une plus grande puissance grâce à des améliorations de combustible. Le 4 février 1974, EDF notifie officiellement à la CGE la commande de huit réacteurs, dont deux fermes (Saint-Laurent-des-Eaux 3) et six en option. Simultanément, la CGE reçoit la commande ferme de douze turbo-alternateurs de 1 000 MW et de six en option. Le marché total s’élève à 3,5 milliards de francs (hors taxes) et la redevance due à General Electric à 2,5 % de ce montant, soit 87,5 millions de francs. Les travaux avancent rapidement et au 1er mars 1975, 10 000 documents ont déjà été transmis par General Electric, plus de 200 missions ont été effectuées aux États-Unis par des techniciens en formation et 388 personnes de la CGE travaillent à temps plein sur le projet. Le 4 août 1975, EDF annule cette commande, par suite de la forte augmentation du devis, et décide de ne retenir qu’une seule filière, celle des réacteurs à eau pressurisée. Il s’agit d'un échec cuisant pour la CGE, qui se retire dès lors de la filière nucléaire, mais obtient toutefois une compensation de taille : la place d'Alsthom au centre de l'industrie nucléaire française. À la fin de l’année 1976, Alsthom obtient ainsi un quasi-monopole sur le marché français des turbo-alternateurs.
Le contrat-programme CP1, engagé en 1974, comprend 18 tranches de 900 MWe : Blayais 1, 2, 3, et 4 (Gironde) ; Dampierre 1, 2, 3 et 4 (Loiret) ; Gravelines B1, B2, B3, B4, C5 et C6 (Nord) et Tricastin 1, 2, 3 et 4 (Drôme). Le contrat-programme CP2, lancé en 1976, comprend dix tranches : Chinon B1, B2, B3, B4 (Indre-et-Loire) ; Cruas 1, 2, 3, et 4 (Ardèche) ; Saint-Laurent-des-Eaux B1 et B2 (Loir-et-Cher).

### Achèvement du parc et interrogations (1980-2000)
Le palier P4 est constitué de huit tranches d'une puissance de 1 300 MWe, sur lesquelles Framatome avait travaillé avec Westinghouse dès 1976. Elles sont commandées de 1977 à 1982 et mises en service de 1984 à 1987. Il s’agit des réacteurs de Flamanville (1 et 2), Paluel (1 à 4), Saint-Alban (1 et 2).
Il est suivi du palier P'4 constitué de douze nouvelles unités de la même puissance, avec quelques apports de Framatome. Les engagements de construction s’échelonnent de 1979 à 1984 et les mises en service de 1987 à 1994. Il s’agit des réacteurs de Belleville (1 et 2), Cattenom (1 à 4), Golfech (1 et 2), Nogent (1 et 2) et Penly (1 et 2).
L'année 1981 marque un tournant pour Framatome, qui voit la signature d’un accord de coopération technique à long terme avec Westinghouse, appelé NTCA (Nuclear Technical Coopération Agreement). Cet accord repose sur le respect par Westinghouse des compétences Framatome avec des échanges qui se font dans les deux sens. Des redevances, fortement diminuées, doivent toutefois encore être versées. Ce degré d'indépendance technique et commerciale de Framatome entraîne le retrait total de Westinghouse du capital de Framatome et va permettre à la société française de développer ses propres modèles de réacteurs.
Dans ce début des années 1980, plusieurs accidents nucléaires vont contribuer à ébranler certaines certitudes dans l'industrie nucléaire et mettre en avant un besoin majeur de mieux prendre en compte la sûreté nucléaire à chacun des stades du cycle nucléaire.
- En 1979 se produit d'abord l'accident nucléaire de Three Mile Island, aux États-Unis, où le cœur du réacteur fond partiellement[26], sans que la cuve ni l'enceinte de confinement du réacteur ne rompent. L'accident entraîne de très faible rejets radioactifs dans l’environnement et l'exposition du public est négligeable selon le Comité scientifique des Nations unies pour l'étude des effets des rayonnements ionisants (UNSCEAR)[27].
- En 1980 survient en France, à la centrale nucléaire de Saint-Laurent (Loir-et-Cher), le plus grave accident nucléaire recensé en France. Deux éléments combustibles du réacteur A2 de la filière UNGG (uranium naturel, graphite-gaz), d'une puissance de 515 MWe, fondent. Cet accident est classé de niveau 4 sur l'échelle INES, soit un « accident n’entraînant pas de risque important à l'extérieur du site[28].

#### Conséquences de la catastrophe nucléaire de Tchernobyl
En 1986, la catastrophe de Tchernobyl marque un tournant dans l'évolution du nucléaire. C'est le premier accident classé au niveau 7, le plus élevé, sur l'échelle internationale des événements nucléaires (INES) (le deuxième étant l'accident de Fukushima en 2011). Cet accident conduit à la fusion du cœur d'un réacteur nucléaire, au relâchement de plusieurs tonnes de matières radioactives dans l'environnement et à des décès, survenus directement ou du fait de l'exposition aux radiations. Les conséquences sanitaires de la catastrophe de Tchernobyl sont importantes, ainsi que ses conséquences écologiques, économiques et politiques. Plus de 336 000 personnes sont évacuées.
L'image globale du nucléaire en ressort durablement altérée et les programmes en subissent le contrecoup. La plupart des projets de construction de nouvelles centrales sont stoppés. Certains pays décident de sortir du nucléaire. C'est le cas de la Suède et de l'Allemagne, même si en 2011 ces deux pays ont toujours respectivement 10 et 17 réacteurs en activité.
En France, lorsque l'accident de Tchernobyl se produit, les constructions des réacteurs des paliers P’4 et du nouveau palier N4 sont en cours et pas encore terminées. Le palier N4, directement issu de l'accord NTCA entre Framatome et Westinghouse, est constitué de quatre tranches de 1 450 MW de conception purement française mises en place à Chooz B (1 et 2) et à Civaux (1 et 2). Les engagements de construction s’échelonnent de 1984 à 1991 et les mises en service (1res connexions au réseau) de 1996 à 1999. En 1992, il est mis fin à l’accord entre Framatome et Westinghouse entraînant un arrêt des redevances et une francisation complète des réacteurs construits par Framatome. Les évolutions dans la conception de ces nouveaux réacteurs prennent en compte les retours d'expérience des réacteurs 900 et 1 300 MW en exploitation ainsi que les enseignements de l'accident nucléaire de Three Mile Island en 1979.
Les programmes engagés sont menés à leur terme, mais aucune construction nouvelle de tranche de centrale n’est entreprise après l'accident de Tchernobyl.
Néanmoins, les recherches visant à définir le futur réacteur, dit de génération III, qui doit remplacer les réacteurs de 1 300 MWe (dits de génération II) sont engagées. Un accord de coopération entre Framatome et Siemens est signé le 13 avril 1989 et une compagnie commune, NPI (Nuclear Power International) est créée. Ce rapprochement, soutenus par les états respectifs, a pour objet de développer une technologie franco-allemande de réacteurs nucléaires à eau sous pression pour les besoins des deux pays en priorité, puis pour l'ensemble des producteurs mondiaux d'électricité concernés par le nucléaire. Ce nouveau réacteur, dénommé EPR pour European pressurized reactor, et dont la puissance unitaire devait initialement s'élever à 1 450 MWe, se différencie des modèles précédents par l'introduction des avancées technologiques les plus récentes, notamment en matière de sûreté. Des études d’ingénierie sont engagées en 1995 et l’avant-projet détaillé est proposé en octobre 1997 aux autorités de sûreté française et allemande.
Sur le plan international, la France participe aux discussions engagées en 1991 visant à définir des obligations internationales contraignantes concernant la sûreté nucléaire. La France signe la Convention internationale sur la sûreté nucléaire le 20 septembre 1994,. Elle l’approuve le 13 septembre 1995 et la Convention entre en vigueur avec le décret du 24 octobre 1996. Le premier rapport de la France sur la sûreté de ses centrales élaboré en vertu de cette Convention est publié en septembre 1998.

### Restructuration du secteur (2000 à aujourd'hui)

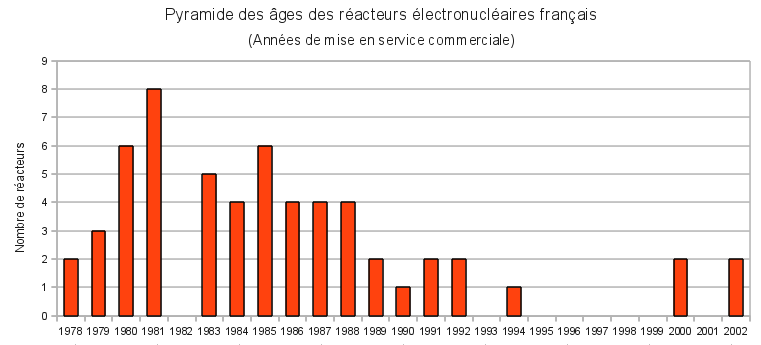
Pyramide des âges des réacteurs électronucléaires français.

EDF décide en 2004 la construction à Flamanville d’un réacteur de troisième génération de type EPR.
Après un débat public qui se passe en 2005 et où les anti-nucléaires dénoncent une consultation portant sur un choix qui serait déjà acté, EDF lance le projet pour un investissement de 3,3 milliards d'euros. Mais, en juillet 2009, EDF annonce officiellement que le projet accuse un retard de deux ans, et que le chantier ne se terminera qu’en 2014. Le coût du chantier est revu à la hausse et passe à 5 milliards d'euros. La durée de sa construction, initialement prévue à 5 ans, est portée à 13 ans en 2018, la mise en service étant prévue en 2020, et son coût, initialement prévu à 3,3 milliards d'euros est révisé plusieurs fois à la hausse pour passer à 10,9 milliards d'euros selon la dernière estimation de juillet 2018.
En avril 2019, les experts de l'Autorité de sûreté nucléaire (ASN) demandent d'importants travaux pour réparer huit soudures mal réalisées, ce qui affecte le calendrier de mise en service et le coût de construction. En juillet 2019, après confirmation de cette exigence de l'ASN, EDF annonce que la mise en service du réacteur ne peut être envisagée avant fin 2022.
En janvier 2009, le gouvernement choisit la centrale nucléaire de Penly pour réaliser le deuxième EPR français, dont la construction serait confiée à un consortium regroupant EDF (majoritaire), GDF Suez, Total, Enel et E.ON. Conformément à la loi relative à la démocratie de proximité du 27 février 2002, un débat public est organisé du 24 mars au 24 juillet 2010. Le bilan est présenté le 24 septembre 2010. Celui-ci aboutit à un statu quo des positions de chacun : les partisans du projet n’ont pas de doutes quant à sa nécessité et les détracteurs ne sont pas moins opposés.
Afin de résoudre les graves difficultés rencontrées par Areva, en partie dues à l'augmentation du coût de terminaison de la centrale nucléaire d'Olkiluoto, (déficit de 4,8 milliards d'euros en 2014), l'État a exigé un accord entre EDF et Areva, qui a été conclu le 28 juillet 2015 : EDF va acquérir 75 % du capital d'Areva NP (activité réacteurs d'Areva), autrement dit l'ex-Framatome, dont Areva conservera 25 % ; EDF compte revendre une partie de ses actions à d'autres partenaires, tout en restant majoritaire.
Les accords définitifs ont été signés le 22 décembre 2017 : EDF rachète 75,5 % de l'activité de réacteurs nucléaires d'Areva, appelée New NP, dont Mitsubishi Heavy Industries acquiert 19,5 % et Assystem 5 %.
La centrale nucléaire d'Okiluoto est exclue du périmètre de la reprise des activités d'Areva NP par EDF.

#### Conséquences de l'accident nucléaire de Fukushima sur le parc nucléaire de la France
L'accident nucléaire de Fukushima relance les interrogations sur le nucléaire. Nicolas Sarkozy annonce le 24 mars 2011 que le choix de l'énergie nucléaire n'est pas remis en question. Le Premier ministre François Fillon confie le 23 mars 2011 à l'Autorité de sûreté nucléaire la réalisation d'un audit sur les installations nucléaires françaises. Cet audit portera sur les risques d’inondation, de séisme, de perte des alimentations électriques et de perte du système de refroidissement ainsi que sur la gestion opérationnelle des situations accidentelles. Des propositions d’améliorations sont attendues pour la fin de l’année 2011.
Après l'accident nucléaire de Fukushima, l’ASN a demandé à EDF de prendre une série de dispositions dites « noyaux durs post-Fukushima » visant l'amélioration de la sûreté nucléaire à la suite des évaluations complémentaires de sûreté menées en 2011 ; EDF a présenté le 30 juin 2012 un programme de travaux : construction de centres de crise bunkérisés, générateurs Diesel d’ultime secours, création d’une source ultime d’eau froide... complétés par la mise en place fin 2012 d'une « Force d'action rapide nucléaire » (Farn) dotée de moyens lourds et organisée de manière à pouvoir acheminer en urgence des secours (eau, générateurs) à une centrale en péril, par hélicoptère si les accès routiers sont coupés. L'ASN a demandé à l'Institut de radioprotection et de sûreté nucléaire (IRSN) d'analyser ce programme et de proposer si nécessaire des compléments ; l'IRSN a présenté ses conclusions fin 2012, estimant que les dispositions d'EDF « devaient être complétées afin de limiter significativement, en cas d’accident de perte totale et durable des sources électriques ou de la source froide, les conséquences pour l’environnement. ».
Le 21 janvier 2014, l'ASN a adopté 19 décisions (une par centrale) fixant à EDF des exigences complémentaires détaillées pour la mise en place du « noyau dur » post-Fukushima, issues du rapport de l'IRSN et visant à compléter le concept de noyau dur par la définition d’un ensemble de matériels permettant de faire face aux vulnérabilités identifiées par EDF ; ces équipements devront être mis en place d'ici 2020.

##### Diesels d'ultime secours
Depuis 2020, les réacteurs nucléaires opérationnels en France sont équipés d'un groupe électrogène supplémentaire de dernier recours, dit Diesel d'ultime secours (DUS), qui doit fournir 3,5 MW d'électricité en cas de défaillance des autres systèmes de sûreté nucléaire. Cet équipement de près de 70 t fait partie du noyau dur des mesures post-Fukushima, lequel comprend également un centre bunkérisé abritant le centre de gestion de crise et un appoint ultime en eau,, afin de garantir le refroidissement de chaque réacteur,.
Ces Diesels d'ultime secours ont été achetés à Westinghouse. Ils connaissent des problèmes de corrosion sur de la boulonnerie et du supportage, et plusieurs ont connu des départs de feu (près d'une dizaine en un an et demi) malgré les actions de correction mises en œuvre,. Cette vulnérabilité du modèle de moteur Diesel choisi était connue depuis 2008,.
Le 12 mars 2025, l'association Anticor se porte partie civile dans un dépôt de plainte mettant en cause l'attribution à Westinghouse/Fairbanks Morse Engine (dont la solution est rejetée par les autorités de sûreté américaine depuis 2008) du marché d'un milliard d'euros concernant les DUS,,,.

### Relance du programme nucléaire
Après avoir mis à l'arrêt définitif les réacteurs de la centrale nucléaire de Fessenheim, la plus ancienne alors en activité, en février et juin 2020, le président Emmanuel Macron annonce, le 10 février 2022, sa décision de « prolonger la durée de vie de tous les réacteurs nucléaires qui peuvent l'être […] et lancer dès aujourd'hui un programme de nouveaux réacteurs », soit six EPR2 dès à présent et potentiellement huit nouveaux exemplaires dans les années à venir. Même avec 14 réacteurs EPR supplémentaires et la prolongation de la durée d'exploitation des réacteurs existants au-delà de 50 ans, la part du nucléaire dans le mix électrique français baissera de 70 % en 2021 à 40 % à l'horizon 2050.
La nouvelle stratégie énergétique de la France prévoit que le chantier du premier des six réacteurs EPR2 débutera en 2028, pour une mise en service prévue en 2035. La Commission nationale du débat public sera saisie pour concerter le public dès le second semestre 2022. Le chef de l'État annonce un programme, dans le cadre du plan d'investissement France 2030, pour faire émerger de nouveaux types de réacteurs, financé à hauteur d'un milliard d'euros, dont la moitié doit échoir au projet NUWARD de petit réacteur modulaire porté par EDF, visant un premier prototype prévu pour 2030, et l'autre moitié à la conception de réacteurs innovants produisant moins de déchets. Son objectif est d'atteindre une capacité de production supplémentaire de 25 GW d'ici 2050.
Le baromètre IRSN 2022, à partir d'une enquête menée en novembre 2021, met en évidence une opinion sensiblement plus favorable au nucléaire que l'année précédente : 60 % (+7 points) affirment que « la construction des centrales a été une bonne chose », 16 % sont en désaccord. 44 % sont pour la construction de nouvelles centrales (+15 points), tandis que 29 % sont contre. 46 % sont désormais opposés à la fermeture des centrales (+14 points), tandis que 26 % y sont favorables.
Le 3 février 2023, le Conseil de politique nucléaire décide le lancement « d'études permettant de préparer la prolongation de la durée de vie des centrales existantes à soixante ans et au-delà, dans des conditions strictes de sûreté garanties par l'Autorité de sûreté nucléaire ». Il lance également l'accélération des travaux sur le développement de petits réacteurs modulaires (PRM) « afin de pouvoir disposer d'au moins une tête de série dans les années 2030 » et une réflexion en profondeur sur la question du cycle du combustible.
L'ASN et l'IRSN sont fusionnées le 1er janvier 2025 pour former l'Autorité de sûreté nucléaire et de radioprotection (ASNR), afin, selon le Gouvernement, « d'accélérer et de fluidifier » les processus décisionnels (prolongation du parc historique, nouveaux EPR2 et développement des PRM).

## Puissance installée et production

### Parc électronucléaire actuel

Évolution du coefficient de production du parc électronucléaire de 1999 à 2010.

En juin 2020, après la mise à l'arrêt de la centrale nucléaire de Fessenheim, la France compte 18 centrales nucléaires en exploitation pour un total de 56 réacteurs nucléaires de puissance. Leur production nette en 2018 a été de 393,2 TWh, soit 71,7 % de la production d’électricité du pays (548,6 TWh) ; ce nombre de réacteurs représente  12,7 % du total mondial. Quant à production d'électricité d'origine nucléaire, avec 15,3 % du total mondial, la France est au 2e rang derrière les États-Unis (qui en détient 31,4 %).
En 2018, la production nucléaire d'EDF a progressé de 14,1 TWh par rapport à 2017, soit +3,7 %, atteignant 393,2 TWh ; malgré cette amélioration, c'est la troisième année consécutive où la production nucléaire d'EDF reste inférieure à 400 TWh, alors qu'elle n'avait rencontré cette situation qu'une seule fois, en 2009, en raison d'une longue grève. Les années 2016 et 2017 avaient été marquées par des arrêts exceptionnels de réacteurs liés aux contrôles de l'Autorité de sûreté sur la qualité de gros composants. La production de l'année 2018 a été réduite de 10 TWh par un problème générique lié à l'usure de pièces (« manchettes thermiques ») situées sur le couvercle de la cuve de certains réacteurs. Le parc nucléaire français a produit à 71,1 % de ses capacités théoriques maximales en 2018, alors que le groupe visait encore un taux de disponibilité de plus de 80 % il y a cinq ans. EDF prévoit une production nucléaire de l'ordre de 395 TWh pour 2019 et les années suivantes, du fait de la programmation de sept visites décennales en 2019 et de 25 autres d'ici 2030.
La production d'électricité d'origine nucléaire a été multipliée par trente entre 1973 et 2006, passant de 14,8 TWh à 450,2 TWh. Celle-ci diminue toutefois de manière continue entre 2006 et 2010 alors que le nombre de centrales en activité n'a pas changé. Ceci s'explique par une baisse du coefficient de production. Cette diminution est surtout imputable à l'allongement des arrêts de tranche et à des mouvements de personnel induisant une baisse du coefficient de production.
L’énergie produite par les centrales nucléaires dépend de la combinaison de trois facteurs : la puissance installée, le coefficient de disponibilité Kd et le coefficient d’utilisation Ku. Le produit de Kd et Ku donne le coefficient de production Kp. Celui-ci traduit le taux de production effective d’électricité des centrales.
Ces coefficients traduisent la variabilité annuelle de la production. Le coefficient de disponibilité Kd intègre les indisponibilités techniques des réacteurs (avaries, maintenance des centrales…) tandis que le coefficient d’utilisation reflète les cas où, la centrale étant disponible, l’énergie pouvant être produite n’a pas été appelée par le réseau (demande trop faible, abondance de ressources hydroélectriques ou indisponibilité locale du réseau de transport) ou par contraintes environnementales (limitation des rejets thermiques dans les cours d’eau).
Après une hausse continue de 1999 à 2005, passant de 71,8 à 77,6 %, le coefficient de production a ensuite fortement baissé pour atteindre 70,7 % en 2009,.
|                                       | 1999 | 2000 | 2001 | 2002 | 2003 | 2004 | 2005 | 2006 | 2007 | 2008 | 2009 | 2010 |
| Capacité nucléaire totale (GW)        | 63,2 | 63,2 | 63,2 | 63,3 | 63,4 | 63,4 | 63,3 | 63,3 | 63,3 | 63,3 | 63,1 | 63,1 |
| ------------------------------------- | ---- | ---- | ---- | ---- | ---- | ---- | ---- | ---- | ---- | ---- | ---- | ---- |
| Parc disponible (GW)                  | 50,1 | 50,8 | 51,3 | 51,9 | 52,4 | 52,5 | 52,8 | 52,9 | 50,8 | 50,1 | 49,2 | 49,5 |
| Parc utilisé (GW)                     | 45,4 | 46,1 | 46,9 | 47,7 | 48,1 | 48,7 | 49,1 | 49   | 47,8 | 47,7 | 44,6 | 46,6 |
| Coefficient de disponibilité (kd) (%) | 79,3 | 80,4 | 81,2 | 82   | 82,7 | 82,8 | 83,4 | 83,6 | 80,2 | 79,2 | 78   | 78,5 |
| Coefficient d'utilisation (ku) (%)    | 90,5 | 90,8 | 91,3 | 91,9 | 91,8 | 92,8 | 93   | 92,6 | 94,2 | 95,2 | 90,7 | 94,1 |
| Coefficient de production (kp) (%)    | 71,8 | 73   | 74,1 | 75,4 | 75,9 | 76,8 | 77,6 | 77,4 | 75,5 | 75,4 | 70,7 | 73,9 |
| Production nucléaire (TWh)            | 375  | 395  | 401  | 416  | 420  | 427  | 430  | 429  | 419  | 418  | 390  | 408  |

Le rapport sur la durée de vie des centrales nucléaires et les nouveaux types de réacteurs publié en 2013 par l’Office parlementaire d'évaluation des choix scientifiques et technologiques met en évidence la faiblesse du facteur de charge Kp des centrales françaises en comparaison de celui des centrales étrangères (en 2002 : 75 % contre 83 %) du fait du suivi de charge : les exploitants étrangers utilisent leurs réacteurs en base afin d'en maximiser la rentabilité, alors qu'en France EDF adapte en temps réel la puissance fournie par ses réacteurs en fonction de la demande, d'où un coefficient d'utilisation Ku très inférieur à 100 %. Les exploitants étrangers sont tous convaincus que le suivi de charge accélère le vieillissement des composants d’une centrale, alors qu'en France on considère que son impact sur le vieillissement est faible. Le rapporteur Christian Bataille souligne la forte variabilité du coefficient d’utilisation (de 78 à 92 % entre 1978 et 2000), et se demande si « il ne conviendrait pas, à la fois pour maximiser la durée de vie des réacteurs et pour augmenter la performance économique globale du parc, qu’EDF s’attache à développer la motivation de ses équipes en restaurant l’impératif économique et en fixant des objectifs de production à court et à long terme. Ces objectifs pourraient être l’augmentation de la disponibilité du réacteur et la diminution de la durée des arrêts de tranche ».

### Évolution du parc électronucléaire
La puissance totale installée est plafonnée à sa valeur actuelle de 61,3 GW par la loi sur la transition énergétique pour la croissance verte,.
La mise à l’arrêt anticipé des réacteurs concernés par la loi relative à la transition énergétique a débuté avec les deux réacteurs de la centrale nucléaire de Fessenheim, mis à l’arrêt respectivement en février et juin 2020.
La programmation pluriannuelle de l'énergie, fixée par décret le 21 avril 2020, prévoit d'arrêter 14 réacteurs avant 2035, à l’échéance de leur 5e visite décennale ; afin de lisser ce plan de fermetures, l'État a demandé à EDF de proposer une liste de paires de tranches à fermer d'ici 2035. Le 21 janvier 2020, dans ce cadre, « EDF propose au gouvernement d'étudier la mise à l'arrêt de paires de réacteurs à Blayais, Bugey, Chinon, Cruas, Dampierre, Gravelines et Tricastin » d'ici 2035.
Le 10 février 2022, le président de la République Emmanuel Macron annonce sa décision de prolonger au-delà de 50 ans la durée de vie de tous les réacteurs nucléaires (dans la mesure du possible), de lancer un programme de six réacteurs EPR 2 et de mettre à l'étude un programme supplémentaire de huit autres EPR 2 (voir section « Relance du programme nucléaire »). Le site retenu pour la première paire est la centrale nucléaire de Penly, puis la centrale de Gravelines pour la deuxième paire. La troisième paire serait en Auvergne-Rhône-Alpes à la centrale nucléaire du Bugey ou celle du Tricastin.

## Caractéristiques des réacteurs

### Descriptif du parc de centrales électronucléaires

Calendrier de construction des centrales nucléaires françaises.

Chacune des centrales comprend deux, quatre ou six réacteurs en exploitation. Tous sont de la filière des réacteurs à eau pressurisée. Le parc des 57 réacteurs en exploitation se répartit comme suit, :
- 32 réacteurs de 900 MWe se répartissent en 4 réacteurs du palier CP0, 18 du palier CP1 et 10 du palier CP2 ;
- 20 réacteurs de 1 300 MWe se répartissent en 8 réacteurs du palier P4 et 12 du palier P’4 ;
- 4 réacteurs de 1 450 MWe du palier N4 ;
- 1 réacteur de 1 600 MWe de modèle EPR, qui appartient à la génération III (à la différences des 56 autres réacteurs, de génération II).

#### Réacteurs de900MWe

Carte des centrales nucléaires françaises en activité, classées selon leur type (au 1 juillet 2020).

Les 32 réacteurs de 900 MWe se répartissent en : 4 du palier CP0 à Bugey, 18 du CP1 (4 à Blayais, 4 à Dampierre, 6 à Gravelines, 4 à Tricastin) et 10 du CP2 (4 à Chinon, 4 à Cruas et 2 à Saint-Laurent-des-Eaux). Les paliers CP1 et CP2 sont regroupés sous le vocable CPY. Les quatre réacteurs du palier CP0 ont été mis en service respectivement en 1979 et 1980, les 18 réacteurs CP1 entre 1980 et 1985 et les réacteurs CP2 entre 1983 et 1988.
Les chaudières du palier CPY (CP1 et CP2) se distinguent des réacteurs CP0 par la conception des bâtiments, la présence d’un circuit de refroidissement intermédiaire entre celui permettant l’aspersion dans l’enceinte en cas d’accident et celui contenant l’eau de la rivière, ainsi que par un pilotage plus souple.
Le bâtiment qui abrite de ce type de réacteur est à paroi simple. Il est cylindrique en béton précontraint de 37 m de diamètre et d'environ 60 m de hauteur, surmonté d'un dôme. La paroi cylindrique a une épaisseur de 90 cm et le dôme une épaisseur de 80 cm. Ce bâtiment a pour fonction de résister aux accidents aussi bien qu'aux agressions externes. Sa surface intérieure est recouverte d'une peau métallique de 6 mm d'épaisseur dont la fonction est d'assurer l'étanchéité.

#### Réacteurs de1 300MWe
Les 20 réacteurs de 1 300 MW se répartissant en 8 du palier P4 et 12 du palier P’4. Les 8 réacteurs du palier P4 ont été mis en service entre 1985 et 1987, les 12 réacteurs P'4 entre 1987 et 1994.
Le palier P4 est constitué des réacteurs de Flamanville (2), Paluel (4) et Saint-Alban (2). Une des principales différences avec les REP 900, outre la puissance accrue, est la double enceinte de confinement du bâtiment qui abrite le cœur. La paroi interne a une épaisseur de 1,20 m et la paroi externe 0,55 m. Par ailleurs, du fait de l’augmentation de puissance, le nombre de générateurs de vapeur du circuit primaire est porté de trois à quatre afin de disposer d’une capacité de refroidissement plus élevée que sur les réacteurs de 900 MWe.
Le palier P’4 est constitué des réacteurs de Belleville (2), Cattenom (4), Golfech (2), Nogent (2) et Penly (2).
Les différences avec le palier P4 sont faibles. Elles concernent essentiellement le bâtiment du combustible et la conception de certains circuits.

#### Réacteurs de1 450MWe
Les quatre réacteurs de 1 450 MWe constituant le palier N4 sont situés à Chooz B (2) et à Civaux (2). Ils ont été mis en service en 2000 et 2002.

#### Réacteur EPR de1 600MWe
Un seul réacteur EPR de 1 600 MWe est en pré-exploitation à la centrale nucléaire de Flamanville. Son chantier débuté en décembre 2007 est marqué par de nombreux retards, étirant la construction sur 17 ans. Sa première connexion au réseau électrique à lieu fin décembre 2024.

### Comparatif entre réacteurs
Les caractéristiques comparatives des quatre types de réacteurs sont données dans le tableau ci-après,,:
| Section                   | Indicateur                                       | Unité   | 900 MWe                                                 | 1 300 MWe                                               | 1 450 MWe                                               | EPR                                                     |
| ------------------------- | ------------------------------------------------ | ------- | ------------------------------------------------------- | ------------------------------------------------------- | ------------------------------------------------------- | ------------------------------------------------------- |
| Puissance                 | Puissance électrique nette                       | MW      | 915                                                     | 1 320                                                   | 1 450                                                   | 1 600                                                   |
| Puissance                 | Puissance électrique brute                       | MW      | 965                                                     | 1 370                                                   | 1 530                                                   | 1 700                                                   |
| Puissance                 | Puissance thermique nominale                     | MWt     | 2 785                                                   | 3 817                                                   | 4 250                                                   | 4 324                                                   |
| Puissance                 | Rendement                                        | %       | 31,6 à 33,1                                             | 34,1 à 35                                               | 35,7 à 35,9                                             | 37                                                      |
| Puissance                 | Vitesse de rotation du groupe turboalternateur   | tr/min  | 1 500                                                   | 1 500                                                   | 1 500                                                   | 1 500                                                   |
| Enceinte de confinement   | Type                                             |         | simple                                                  | double                                                  | double                                                  | double                                                  |
| Enceinte de confinement   | Enceinte interne                                 |         | Béton précontraint                                      | Béton précontraint                                      | Béton précontraint                                      | Béton précontraint                                      |
| Enceinte de confinement   | Peau d'étanchéité (liner métallique)             |         | avec                                                    | sans                                                    | sans                                                    | avec                                                    |
| Enceinte de confinement   | Diamètre intérieur                               | m       | 37                                                      | 47,8                                                    | 43,8                                                    | 48                                                      |
| Enceinte de confinement   | Hauteur intérieure au centre                     | m       | 55,88                                                   | 55,56                                                   | 57,48                                                   | 48                                                      |
| Enceinte de confinement   | Épaisseur de paroi                               | m       | 0,9                                                     | 1,2                                                     | 1,2                                                     | 1,3                                                     |
| Enceinte de confinement   | Volume intérieur total                           | m3      | 58 000                                                  | 83 700                                                  | 86 000                                                  | 90 000                                                  |
| Enceinte de confinement   | Enceinte externe                                 |         |                                                         | Béton armé                                              | Béton armé                                              | Béton armé                                              |
| Enceinte de confinement   | Épaisseur de paroi                               | m       |                                                         | 0,55                                                    | 0,55                                                    | 1,3                                                     |
| Circuit primaire          | Pression de fonctionnement                       | MPa     | 15,5                                                    | 15,5                                                    | 15,5                                                    | 15,5                                                    |
| Circuit primaire          | Température de l'eau à l'entrée de la cuve       | °C      | 286                                                     | 292,8                                                   | 292,2                                                   | 295,6                                                   |
| Circuit primaire          | Température de l'eau à la sortie de la cuve      | °C      | 323,2                                                   | 328,7                                                   | 329,6                                                   | 330,2                                                   |
| Circuit primaire          | Nombre de boucles                                |         | 3                                                       | 4                                                       | 4                                                       | 4                                                       |
| Circuit primaire          | Volume du circuit primaire (avec pressuriseur)   | m3      | 271                                                     | 399                                                     | 406                                                     | 460                                                     |
| Cuve                      | Diamètre intérieur                               | mm      | 4 003                                                   | 4 394                                                   | 4 486                                                   | 4 885                                                   |
| Cuve                      | Hauteur totale                                   | m       | 13,2                                                    | 13,6                                                    | 13,645                                                  | 13,105                                                  |
| Cuve                      | Épaisseur de la paroi à hauteur du cœur          | mm      | 200                                                     | 220                                                     | 225                                                     | 250                                                     |
| Cuve                      | Matériau acier                                   |         | 16MND5                                                  | 16MND5                                                  | 16MND5                                                  | 16MND5                                                  |
| Cuve                      | Masse totale à vide                              | t       | 332                                                     | 435                                                     | 462                                                     | 520                                                     |
| Générateur de vapeur      | Nombre                                           |         | 3                                                       | 4                                                       | 4                                                       | 4                                                       |
| Générateur de vapeur      | Pression vapeur en sortie de GV à pleine charge  | bar abs | 58                                                      | 64,8                                                    | 72,8                                                    | 77,4                                                    |
| Générateur de vapeur      | Température en sortie de GV                      | °C      | 273                                                     | 281                                                     | 288                                                     | 293                                                     |
| Générateur de vapeur      | Débit de vapeur par GV                           | t/h     | 1 820                                                   | 1 909                                                   | 2 164                                                   | 2 197                                                   |
| Générateur de vapeur      | Surface d'échange                                | m2      | 4 746                                                   | 6 940                                                   | 7 308                                                   | 7 960                                                   |
| Générateur de vapeur      | Hauteur totale                                   | m       | 20,6                                                    | 22,3                                                    | 21,9                                                    | 24,2                                                    |
| Générateur de vapeur      | Masse totale (sans eau)                          | t       | 302                                                     | 438                                                     | 421                                                     | 525                                                     |
| Cœur                      | Combustible                                      |         | Pastilles cylindriques d'UO2 faiblement enrichi (3-5 %) | Pastilles cylindriques d'UO2 faiblement enrichi (3-5 %) | Pastilles cylindriques d'UO2 faiblement enrichi (3-5 %) | Pastilles cylindriques d'UO2 faiblement enrichi (3-5 %) |
| Cœur                      | Hauteur active des crayons                       | mm      | 3 660                                                   | 4 270                                                   | 4 270                                                   | 4 200                                                   |
| Cœur                      | Diamètre des pastilles                           | mm      | 8,2                                                     | 8,2                                                     | 8,2                                                     | 8,2                                                     |
| Cœur                      | Diamètre externe des crayons                     | mm      | 9,5                                                     | 9,5                                                     | 9,5                                                     | 9,5                                                     |
| Cœur                      | Matériaux de gainage des crayons                 |         | Zircaloy                                                | Zircaloy                                                | Zircaloy                                                | M5                                                      |
| Cœur                      | Nombre de crayons par assemblage                 |         | 264                                                     | 264                                                     | 264                                                     | 265                                                     |
| Cœur                      | Nombre d'assemblages de combustible dans le cœur |         | 157                                                     | 193                                                     | 205                                                     | 241                                                     |
| Cœur                      | Puissance linéique moyenne à puissance nominale  | W/cm    | 178                                                     | 170,5                                                   | 179,6                                                   | 155                                                     |
| Contrôle de la réactivité | Nombre de grappes de contrôle                    |         | 57                                                      | 65                                                      | 73                                                      | 89                                                      |
| Contrôle de la réactivité | Matériau absorbant                               |         | Ag.In.Cd                                                | grappes hybrides Ag.In.Cd et B4C                        | grappes hybrides Ag.In.Cd et B4C                        | grappes hybrides Ag.In.Cd et B4C                        |
| Pompe primaire            | Débit nominal par pompe                          | m3/h    | 21 250                                                  | 23 325                                                  | 24 500                                                  | 27 195                                                  |
| Pompe primaire            | Puissance à l'accouplement à chaud               | kW      | 5 400                                                   | 5 910                                                   | 6 600                                                   | 8 000                                                   |
| Pompe primaire            | Hauteur manométrique totale                      | m       | 90,7                                                    | 96,6                                                    | 106 à 109,2                                             | 98,1                                                    |

## Circuits primaire et secondaire

### Générateurs de vapeur
Les générateurs de vapeur (GV) sont des échangeurs de chaleur entre l’eau du circuit primaire et l’eau du circuit secondaire. Ils sont constitués d’un ensemble de tubes, dont le nombre varie de 3 000 à 6 000 selon le modèle, qui confinent l’eau du circuit primaire et permettent un échange de chaleur et la production de vapeur qui alimentera un turbo-alternateur, en évitant tout contact entre les fluides primaire et secondaire. Il s’agit de grands appareils d'une vingtaine de mètres de hauteur et de 300 à 400 tonnes selon les modèles. Les réacteurs de 900 MWe en comportent trois avec 3 300 tubes chacun, les réacteurs 1 300 MWe en ont quatre avec 5 400 tubes.
Il s’agit d’un organe éminemment sensible et un des points faibles dans une centrale nucléaire. En effet en cas de rupture d'un tube, le circuit primaire est mis en communication avec le circuit secondaire. Du fait de la forte différence de pression entre le primaire (155 bars) et le secondaire (90 bars), la conséquence immédiate serait une augmentation de pression dans le secondaire et une fuite d'eau primaire contaminée de plusieurs dizaines de kilogrammes par seconde vers le secondaire. Si cette brèche n'est pas compensée par un apport d'eau, elle peut provoquer la rupture des gaines des éléments combustibles par défaut de refroidissement. Or, le circuit secondaire est dimensionné pour une pression inférieure à celle du circuit primaire, et il doit être protégé contre les surpressions par des soupapes de sécurité. Si la pression augmente trop, les vannes de décharge et les soupapes de sûreté du secondaire peuvent s'ouvrir, laissant échapper la vapeur radioactive directement dans l’atmosphère. Il s’agit d’un des scénarios d’accident pris en compte pour l’élaboration des plans de prévention et étudié dans le cadre des travaux du Comité directeur chargé de l’élaboration d’éléments de doctrine pour la gestion de la phase post-évènementielle d’un accident nucléaire ou d’une situation d’urgence radiologique (CODIR-PA). Les produits radioactifs qui se dégageraient sont les produits de fission présents dans l’eau du circuit primaire, essentiellement les gaz nobles, les iodes, les césiums.
Les générateurs de vapeurs suscitent des inquiétudes dès le début des années 1980 avec l’apparition de nombreuses fissures dues principalement à la défaillance d’un des alliages à base de nickel utilisés pour la fabrication de ces tubes, l’Inconel 600, sensible à la corrosion sous contrainte. En 1989, au vu des statistiques de ruptures dans le monde, la fourchette de probabilité de cet accident est rehaussée en France de la « quatrième catégorie », à savoir une fourchette de probabilité d’occurrence de cet événement estimée entre 10−6 et 10−4 par réacteur et par an, à la « troisième catégorie » (probabilité de 10−4 à 10−2). Ce changement de catégorie implique que des dispositions soient prises pour que les rejets pour un tel accident soient plus faibles que ceux considérés comme acceptables.
Parallèlement, un nouveau phénomène de dégradation est découvert en 1989 sur la centrale nucléaire de Nogent et affectant tous les générateurs de la tranche 1 300 MWe. Ces événements créent des frictions entre le Service Central de Sûreté des Installations Nucléaires (SCSIN), l’autorité de contrôle de l’époque, et EDF, le SCSIN estimant que l’opérateur n’est pas assez rapide dans la fourniture de réponse adaptées aux problèmes. EDF décide alors de remplacer les trois générateurs de vapeur de la centrale de Dampierre en 1990. Cette action sera suivie par le remplacement des générateurs de vapeur de Bugey-5 en 1993, de Gravelines-1 en 1994, de Saint-Laurent-B1 en 1995, de Dampierre-3 et Gravelines-2 en 1996, de Tricastin-2 en 1997 et de Tricastin-1 en 1998. Le coût de chaque équipement est alors de 600 millions de francs de l’époque.
En plus de la surveillance en exploitation, les générateurs de vapeur sont soumis tous les dix ans à une épreuve hydraulique : lors de la visite décennale, le circuit primaire subit un test global de résistance à la pression qui le soumet à une pression plus élevée que sa pression normale de fonctionnement. Lors des deuxièmes visites décennales des réacteurs de 900 MWe réalisées depuis 2002, des fuites importantes ont été constatées sur certains des générateurs de vapeur les plus affectés par la corrosion sous contrainte. Ceci a conduit EDF à accélérer le remplacement des générateurs de vapeur des douze réacteurs de 900 MWe encore équipés de faisceaux tubulaires en Inconel 600 MA. Fin 2010, six des trente-quatre réacteurs de 900 MWe sont encore équipés de générateurs de vapeur avec faisceaux tubulaires en alliage à base de nickel Inconel 600 non traité thermiquement.
Le premier remplacement de GV de réacteurs de 1 300 MWe est planifié à la centrale nucléaire de Paluel à l’horizon 2015. Suivront ensuite les réacteurs de Flamanville en 2017 et 2018, les autres étant programmés entre la VD3 et la VD4.
EDF planifie également le remplacement à terme des GV équipés de faisceaux en alliage Inconel 600 TT (traités thermiquement) qui présentent une sensibilité aux modes de dégradation par corrosion avérée mais moindre que ceux en alliage 600 MA (« mill-annealed », recuit après laminage).

## Sûreté des centrales françaises

### Prise en compte des risques majeurs

#### Risque sismique
La résistance au séisme des installations nucléaires en France qualifie la faculté de ces installations à résister à l’ensemble des aléas sismiques susceptibles de se produire sur le territoire français sans dégâts susceptibles d'affecter l'une des fonctions de sûreté de l'installation : arrêt de la réaction, évacuation de la puissance résiduelle ou confinement des matières nucléaires.
La tenue au séisme des centrales nucléaires est prise en compte dès leur conception et fait l’objet d'une réévaluation périodique, tous les dix ans, afin de tenir compte d’une part de l’évolution des connaissances en matière de séismes et d’autre part de l’évolution des méthodes de dimensionnement des ouvrages. Les normes de références évoluent elles-mêmes. La méthode de définition du séisme maximum de sécurité (SMS) et de son spectre associé est décrite dans la règle RFS 2001-01. Il s’agit d’abord d’identifier le séisme maximum historique vraisemblable (SMHV), à partir de la base historique de connaissances des séismes en France qui s’étend sur plus de mille ans, mais aussi en prenant en compte les paléoséismes qui ont pu être découverts à partir de traces géologiques. Le dimensionnement des ouvrages fait quant à lui l’objet d’un guide élaboré par l’ASN et diffusé en 2006, le guide ASN/2/01, sur la base du spectre d'accélération associé au séisme maximal, avec un minimum forfaitaire de 0,1 g.
Le propriétaire de l’installation nucléaire est responsable de cette tenue au séisme. Il est contrôlé par l’Autorité de sûreté nucléaire (ASN) après avis de l’Institut de radioprotection et de sûreté nucléaire (IRSN).
Les réexamens de sûreté donnent lieu à la réalisation de travaux pour toutes les centrales où le référentiel de sûreté, réévalué en fonction des connaissances du moment, serait susceptible de ne pas être respecté en cas de fort séisme, et ce malgré une forte marge de sécurité, dû au principe même de la méthode de dimensionnement.

#### Risques d'inondation et de submersion
Du fait de la nécessité d'une source d'eau à proximité, certaines centrales nucléaires françaises sont soumises à un risque d'inondation ou de submersion marine.
Par suite de l'accident nucléaire de Fukushima en 2011, les protections contre les inondations des sites des centrales nucléaires françaises ont été réexaminées et modifiées si nécessaire. Par exemple, un mur de quatre mètres de haut a été construit pour protéger la centrale nucléaire de Gravelines, située au bord de la mer du Nord.

#### Risques climatiques
Les risques climatiques sont l'une des préoccupations de la gestion des risques. En France, le programme de recherche AGORAS, soutenu par l'ANR, porte sur les « régimes de régulation » de trois grands types de risques climatiques pouvant affecter les centrales nucléaires : inondation/tempête, grands froids et grands chauds, et sur leur dynamique d’évolution, à travers l’analyse des guides, référentiels, etc. qui contribuent à la caractérisation et à la gestion des risques. Cette étude cite l'épisode des 27 et 28 décembre 1999, où de nuit une surcote exceptionnelle a remonté la Gironde en inondant la centrale nucléaire du Blayais, causant la perte de plusieurs sources d'alimentation électrique, de systèmes de sauvegarde et l'inaccessibilité du site.
Le réchauffement climatique, resenti notamment en France par les canicules de 2003 et 2006, a révélé la dépendance des centrales thermiques à la disponibilité en eau de refroidissement en quantité suffisante. Presque toutes les centrales ont dû demander en urgence une dérogation pour rejeter des eaux plus chaudes que ce qu'autorise la réglementation (à savoir 28 °C). Certains réacteurs nucléaires ont dû être mis à l'arrêt ou diminuer leur puissance, alors que la demande en électricité pour la climatisation et la réfrigération était élevée.
EDF est également amené à puiser dans les réservoirs d'eau pour diluer la chaleur rejetée. La France est ainsi en conflit avec le canton de Genève (Suisse), qui lui reproche de tirer trop d'eau du lac Léman, afin que le Rhône, qui s’est réchauffé de 2 °C de 1920 à 2010,, puisse refroidir les 14 réacteurs implantés sur ses berges, dont ceux de la centrale nucléaire du Bugey. En 2011, à la suite de la sécheresse, Genève a diminué le débit de sortie du lac Léman pour maintenir son niveau, ce qui a contraint la centrale du Bugey à réduire sa production d’électricité.
Le plan national d'adaptation au changement climatique émet des recommandations dans ce domaine et EDF prépare ses centrales nucléaires aux canicules. Le problème de la température des cours d'eau concerne aussi les centrales à gaz. Les centrales en bord de mer sont moins exposées aux risques liés aux vagues de chaleur et de sécheresse, mais davantage menacées par la montée des eaux et la submersion. D'autre part, placer de nouvelles centrales en bordure de l'océan et de la Manche poserait un problème de réseau d'acheminement vers le sud du pays. Lors des canicules, l'éolien contribue rarement à résoudre le problème car on est alors en situation anticyclonique : ainsi, lors de la canicule de juillet 2019, l'éolien est pratiquement à l'arrêt, faute de vent ; à l'inverse, le photovoltaïque assure 10 % de la production d'électricité selon RTE, cinq fois plus que d'habitude.
Les canicules affectent aussi la fonction des tours aéroréfrigérantes. Le réchauffement climatique devrait encore induire un recul de 10 à 40 % des débits des cours d'eau français à horizon 2050-2070 comparés à 2019, alerte le ministre chargé de la Transition énergétique. L'IRSN constate en 2003 et 2006 que la climatisation de locaux abritant du matériel important pour la sûreté n'a pas pu les maintenir aux températures prévues par le règlement. EDF s'est doté d'une cellule de « veille climatique » (sur les prévisions de température de l'air, mais aussi des cours d'eau utilisés pour le refroidissement) et a lancé à partir de 2008, en complément d'un plan « Grand froid », un plan « Grand Chaud » (environ 500 millions d'euros et 200 millions d'euros d'études d'impact sur l'environnement local entre 2008 et 2020), procède à un nettoyage des tours aéroréfrigérantes et des canalisations pompant et rejetant l'eau, et change ou renforce les ventilateurs pour les adapter à des températures de l'air de 43 °C. L'IRSN a autorisé le test de groupes Diesel lors de prochaines canicules, afin de s’assurer de la puissance fournie par ceux-ci lors des grandes chaleurs. Le plan prévoit cinq niveaux d'alerte (« veille », « vigilance », « pré-alerte », « alerte » puis « crise nationale »). Des moyens mobiles de réfrigération sont prévus, de même que des procédures de dérogation aux autorisations de rejets. L'IRSN, notant que ce plan pourrait ne pas suffire si le scénario pessimiste du GIEC se réalise (+5 °C en 2100, c’est-à-dire au-delà de la durée de vie prévue en 2019 pour les centrales nucléaires en service), a demandé à EDF de revoir à la hausse ses scénarios de températures extérieures. Néanmoins, en juillet 2019, l’IRSN « considère que les modifications engagées par EDF sont suffisantes pour gérer la situation, même si les épisodes caniculaires se reproduisent (…) Sous réserve des essais sur les Diesels ».
En mars 2023, un rapport de la Cour des Comptes invite EDF à « accélérer la recherche et la mise en œuvre de systèmes de refroidissement sobres en eau » dans ses centrales, car « les études prospectives mettent en évidence une multiplication par un facteur de trois à quatre des indisponibilités liées au réchauffement climatique à échéance de 2050 ». Selon la Cour, EDF n'a pas encore proposé « d'innovation opérationnelle concernant les systèmes de refroidissement dans le cadre du nouveau programme nucléaire, alors que des solutions techniques plus sobres en consommation d'eau, voire des technologies « à sec », sont expérimentées à l'international ».

### Maintenance
En 2016, la Cour des comptes estime le coût de la maintenance des centrales nucléaires en France à plus de 100 milliards €, soit 75 milliards € d'investissements (en particulier pour répondre aux normes de sûreté durcies) et 25 milliards € pour l'exploitation.
En 2022, plus de la moitié des réacteurs sont à l'arrêt, 18 pour des maintenances programmées, 12 pour des problèmes de corrosion sous contrainte jugés « sérieux » par l'ASN. Plusieurs cas de fissures, avérées ou suspectées, ont été relevés sur des circuits essentiels au fonctionnement des centrales, ce qui a entraîné ces arrêts,,.
Ces diminutions de production font perdre à la France son rang de premier exportateur européen au premier semestre 2022, dépassée par la Suède, dans un contexte européen de pénurie d'énergie.

### Réexamens de sûreté
Tous les dix ans, chaque centrale nucléaire fait l’objet d’une inspection en profondeur des installations, ou réexamen de sûreté. Celui-ci permet de vérifier d’une part l’évolution de l’installation depuis sa mise en service et la détection éventuelle d’anomalies et d’autre part la conformité de ces installations, mais aussi des conditions d’exploitation de celles-ci, aux exigences de sûreté en vigueur au moment de l’inspection. Si des améliorations potentielles sont détectées, elles peuvent être mises en œuvre à l’occasion des arrêts des réacteurs pour visite décennale.
Cette pratique, déjà mise en œuvre par l’exploitant, est devenue obligatoire par l’article 29 de la loi TSN 2006. Elle comprend trois parties : l’examen de conformité au vu du référentiel de sûreté, la réévaluation de sûreté qui vise à apprécier cette sûreté et à l’améliorer au vu de différents retours d’expérience et enfin la remise d’un rapport conformément au décret du 2 novembre 2007 modifié.

#### Réacteurs de900MW
Le réexamen de sûreté des réacteurs de 900 MWe réalisé à l'occasion de leur 20 ans (deuxième visite décennale) a commencé en 1999 avec les réacteurs Tricastin-1 et Fessenheim-1 et s’est terminé en 2010 avec Chinon B4. Parmi les modifications mises en place par EDF, on peut citer celles visant à améliorer la fiabilité du turbo-alternateur de secours, du système d’alimentation auxiliaire en eau des générateurs de vapeur ou des systèmes de ventilation de locaux abritant des matériels de sauvegarde.
Celui réalisé à l'occasion de leur 30 ans (troisième visite décennale) a commencé en 2009 avec le réacteur R1 de Tricastin, après 6 ans d’études générales et spécifiques portant notamment sur les accidents graves, le confinement, l’incendie, les risques d’explosion et l’utilisation des études probabilistes de sûreté. Elle se poursuivra selon le calendrier ci-dessous.
|                                          |                                | 2002                           | 2003                           | 2004                          | 2005                          | 2006                                                                                             | 2007                                                                                             | 2008                                                                                             | 2009                            | 2010                           | 2011                           | 2012                           | 2013                           | 2014                           | 2015                           | 2016                           | 2017                           | 2018 | 2019 |
| ---------------------------------------- | ------------------------------ | ------------------------------ | ------------------------------ | ----------------------------- | ----------------------------- | ------------------------------------------------------------------------------------------------ | ------------------------------------------------------------------------------------------------ | ------------------------------------------------------------------------------------------------ | ------------------------------- | ------------------------------ | ------------------------------ | ------------------------------ | ------------------------------ | ------------------------------ | ------------------------------ | ------------------------------ | ------------------------------ | ---- | ---- |
| Orientations et études (4 ans)           | Orientations et études (4 ans) | Orientations et études (4 ans) | Orientations et études (4 ans) | Études de réalisation (3 ans) | Études de réalisation (3 ans) | Études de réalisation (3 ans)                                                                    | 3e Visites décennales (30 ans)                                                                   | 3e Visites décennales (30 ans)                                                                   | 3e Visites décennales (30 ans)  | 3e Visites décennales (30 ans) | 3e Visites décennales (30 ans) | 3e Visites décennales (30 ans) | 3e Visites décennales (30 ans) | 3e Visites décennales (30 ans) | 3e Visites décennales (30 ans) | 3e Visites décennales (30 ans) | 3e Visites décennales (30 ans) |      |      |
| Études générales préalables              | Études générales préalables    |                                | Orientations                   |                               |                               |                                                                                                  | Instruction et solde des études                                                                  | Instruction et solde des études                                                                  | Instruction et solde des études |                                |                                |                                |                                |                                |                                |                                |                                |      |      |
| Études générales préalables              | Études générales préalables    |                                | Accidents graves               | Accidents graves              | Accidents graves              | Analyse de la suffisance des modifications et des études réalisées au regard des objectifs fixés | Analyse de la suffisance des modifications et des études réalisées au regard des objectifs fixés | Analyse de la suffisance des modifications et des études réalisées au regard des objectifs fixés |                                 |                                |                                |                                |                                |                                |                                |                                |                                |      |      |
| Études générales préalables              | Études générales préalables    | EPS niveaux 1 et 2             |                                |                               |                               | Analyse de la suffisance des modifications et des études réalisées au regard des objectifs fixés | Analyse de la suffisance des modifications et des études réalisées au regard des objectifs fixés | Analyse de la suffisance des modifications et des études réalisées au regard des objectifs fixés |                                 |                                |                                |                                |                                |                                |                                |                                |                                |      |      |
| Études générales préalables              | Études générales préalables    | Confinement                    |                                |                               |                               | Analyse de la suffisance des modifications et des études réalisées au regard des objectifs fixés | Analyse de la suffisance des modifications et des études réalisées au regard des objectifs fixés | Analyse de la suffisance des modifications et des études réalisées au regard des objectifs fixés |                                 |                                |                                |                                |                                |                                |                                |                                |                                |      |      |
| Études générales préalables              | Études générales préalables    | Incendie / Explosion           |                                |                               |                               |                                                                                                  |                                                                                                  |                                                                                                  |                                 |                                |                                |                                |                                |                                |                                |                                |                                |      |      |
| Études générales préalables              | Études générales préalables    | Autres études                  |                                |                               |                               |                                                                                                  |                                                                                                  |                                                                                                  |                                 |                                |                                |                                |                                |                                |                                |                                |                                |      |      |
| Études générales préalables              | Études générales préalables    | Vieillissement                 |                                |                               |                               |                                                                                                  |                                                                                                  |                                                                                                  |                                 |                                |                                |                                |                                |                                |                                |                                |                                |      |      |
| Visites décennales des réacteurs 900 MWe | Tricastin                      |                                |                                |                               |                               |                                                                                                  |                                                                                                  |                                                                                                  | R1                              | R2                             |                                | R3                             | R4                             |                                |                                |                                |                                |      |      |
| Visites décennales des réacteurs 900 MWe | Fessenheim                     |                                |                                |                               |                               |                                                                                                  |                                                                                                  |                                                                                                  | R1                              | R2                             |                                |                                |                                |                                |                                |                                |                                |      |      |
| Visites décennales des réacteurs 900 MWe | Gravelines                     |                                |                                |                               |                               |                                                                                                  |                                                                                                  |                                                                                                  |                                 | R3                             | R1                             | R2                             | R4                             |                                |                                |                                |                                |      |      |
| Visites décennales des réacteurs 900 MWe | Bugey                          |                                |                                |                               |                               |                                                                                                  |                                                                                                  |                                                                                                  |                                 | R2                             | R5                             | R3                             |                                |                                |                                |                                |                                |      |      |
| Visites décennales des réacteurs 900 MWe | Dampierre                      |                                |                                |                               |                               |                                                                                                  |                                                                                                  |                                                                                                  |                                 |                                | R1                             | R2                             | R3                             | R4                             |                                |                                |                                |      |      |
| Visites décennales des réacteurs 900 MWe | Blayais                        |                                |                                |                               |                               |                                                                                                  |                                                                                                  |                                                                                                  |                                 |                                |                                | R1                             | R2                             | R3                             | R4                             |                                |                                |      |      |
| Visites décennales des réacteurs 900 MWe | Chinon                         |                                |                                |                               |                               |                                                                                                  |                                                                                                  |                                                                                                  |                                 |                                |                                |                                | R1                             |                                |                                | R2                             |                                | R3   | R4   |
| Visites décennales des réacteurs 900 MWe | St-Laurent                     |                                |                                |                               |                               |                                                                                                  |                                                                                                  |                                                                                                  |                                 |                                |                                |                                | R2                             |                                | R1                             |                                |                                |      |      |
| Visites décennales des réacteurs 900 MWe | Cruas                          |                                |                                |                               |                               |                                                                                                  |                                                                                                  |                                                                                                  |                                 |                                |                                |                                |                                | R3                             | R1                             |                                | R3-R4                          |      |      |

En juillet 2009, l’ASN s’est en particulier prononcée pour la poursuite de l’exploitation des réacteurs de 900 MWe jusqu’à 40 ans après leur première divergence, sous réserve d’une conformité au nouveau référentiel de sûreté. La prolongation de l’exploitation de chaque réacteur est quant à elle donnée individuellement. C’est ainsi que le 4 novembre 2010 le réacteur 1 de la centrale nucléaire du Tricastin a été déclaré, à l’issue de sa troisième visite décennale, apte à être exploité pour une période allant jusqu’à 40 ans. À cette occasion, des modifications ont été apportées, comme celle visant à réduire les risques de rejet dans l’environnement en cas de vidange rapide de la piscine de désactivation avec la mise en place d’un automate de gestion de pompe. Après huit mois d’arrêt pour visite décennale, le réacteur no 2 de la centrale de Bugey a quant à lui été raccordé au réseau le 8 janvier 2011 pour une nouvelle durée d'exploitation de dix ans.
L'avis relatif au réacteur no 1 de la centrale nucléaire de Fessenheim a quant à lui été rendu le 4 juillet 2011. Il est favorable sous réserve des conclusions à venir des évaluations complémentaires de sûreté (ECS) engagées à la suite de l'accident nucléaire de Fukushima, mais surtout avec l'exigence d'une part de renforcer le radier du réacteur avant le 30 juin 2013, afin d’augmenter sa résistance au corium en cas d’accident grave avec percement de la cuve et d'autre part d'installer avant le 31 décembre 2012 des dispositions techniques de secours permettant d’évacuer durablement la puissance résiduelle en cas de perte de la source froide. D'après le gouvernement, cela ne préjuge toutefois en rien de la poursuite d'exploitation de la centrale qui sera décidée au vu des résultats mi-novembre 2011 des tests de sécurité.

#### Réacteurs de1 300MW
Le réexamen de sûreté des réacteurs de 1 300 MWe à l’occasion de leurs 20 ans a commencé en 1997 et s’est achevé fin 2005. La mise en œuvre des travaux d’amélioration en découlant a commencé au printemps 2005 à l’occasion de la deuxième visite décennale du réacteur Paluel 2 et doit se poursuivre jusqu’en 2014. Parmi ces modifications peuvent être citées celles visant à améliorer les opérations de manutention du combustible lors des arrêts pour rechargement, ou la mise en service de pompes de sauvegarde depuis la salle de commande en cas de perte des alimentations électriques externes du réacteur.
Le programme d’études générales du réexamen à l’occasion des 30 ans a été proposé par EDF en 2010. Ces études concernent les conditions de fonctionnement des réacteurs, les conséquences radiologiques des accidents, la conception des systèmes et des ouvrages de génie civil, les études probabilistes de sûreté et les agressions internes et externes. L’IRSN a émis son avis le 20 mai 2010, suivi par l’avis d’un groupement permanent d’experts pour les réacteurs nucléaires émis le 15 juin 2010. L’ASN émet son avis définitif le 4 mai 2011 en rappelant qu’il s’agit du premier réexamen de sûreté dont l’orientation cadre intervient postérieurement à la loi TSN 2006. La définition des modifications découlant de ces études doit être faite au plus tard en 2012 pour permettre une mise en œuvre lors des troisièmes visites décennales qui commenceront en 2015.

### Évaluation complémentaire de sûreté
L’évaluation complémentaire de sûreté est un réexamen de sûreté ciblé sur les problématiques soulevées par l'accident nucléaire de Fukushima, à savoir la résistance de l'installation nucléaire à des phénomènes naturels extrêmes mettant à l’épreuve les fonctions de sûreté des installations et conduisant à un accident grave. Cette évaluation permettra de vérifier le dimensionnement de l'installation, d'apprécier sa robustesse pour résister à des sollicitations supérieures à celles pour lesquelles elle a été dimensionnée et de définir des éventuelles modifications.
Cette démarche s'inscrit dans le cadre des « tests de résistance » demandés par le Conseil européen lors de sa réunion des 24 et 25 mars 2011. Le cahier des charges de ces évaluations, élaboré par l'Autorité de sûreté nucléaire (ASN), a été approuvé par le Haut comité pour la transparence et l'information sur la sécurité nucléaire (HCTISN) le 3 mai 2011. Il a été notifié aux exploitants le 5 mai. Ces derniers devaient ensuite fournir une note méthodologique pour le 1er juin et un premier rapport au plus tard le 15 septembre 2011. L’ASN avec l'appui technique de l'Institut de radioprotection et de sûreté nucléaire (IRSN) devaient ensuite produire un rapport d'analyse pour le 15 novembre 2011.

## Sécurité des centrales françaises

### Prise en compte du risque terroriste
Les sites nucléaires disposent d'une formation de la gendarmerie nationale française pour leur sécurité. Depuis 2009, il s'agit des pelotons spécialisés de protection de la gendarmerie comptant une quarantaine de personnels dont vingt unités sont mises en place entre 2009 et 2012.
En 2017, l'ONG antinucléaire Greenpeace a mandaté un rapport de sept experts du nucléaire et du terrorisme dans le but d’étudier la sécurité des centrales nucléaires françaises face au risque terroriste. Le rapport décrit une situation qui serait très « alarmante ». L’alerte semble venir d’une des parties des centrales : les piscines de refroidissement. L'ONG en déduit « un déficit historique de la protection des installations ». Interrogé par Le Monde, Philippe Sasseigne, directeur du parc nucléaire d’EDF, déclare que les installations, piscines comprises, ont été conçues pour résister à tout type d’agression d’origine naturelle ou humaine, chutes d’avion incluses, et rappelle que l’entreprise dispose de ses propres équipes affectées à la sécurité : quarante à cinquante agents pour chacune des dix-neuf centrales, et qu’un millier de militaires du peloton spécialisé de protection de la Gendarmerie nationale sont répartis sur les mêmes sites. Le directeur général de l’Institut de radioprotection et de sûreté nucléaire (IRSN) relativise la portée du rapport de Greenpeace France sur la sécurité des centrales nucléaires françaises, qui selon lui n’apporte rien de nouveau à la réflexion sur le renforcement de la sécurité des installations nucléaires. Le 12 octobre 2017, des militants de Greenpeace se sont introduits sur le site de la centrale nucléaire de Cattenom et y ont lancé un feu d'artifice à proximité de la piscine d'entreposage du combustible usagé, dans le but de démontrer le besoin, selon eux, de renforcer la sécurité de ces piscines,. Les militants ont été interceptés par les gendarmes avant d'avoir pu atteindre la zone nucléaire. EDF précise que les militants sont à chaque fois précocement identifiés grâce à la vidéosurveillance, aux systèmes d’alarme et à la formation des 760 membres du peloton spécialisé de protection de la gendarmerie (PSPG) directement formés par le groupe d'intervention de la gendarmerie nationale (GIGN). De plus, lors de leurs opérations d’intrusion, les militants de Greenpeace vont toujours à la rencontre des hommes et femmes du PSPG pour les alerter de leurs intentions pacifistes. Les forces de gendarmerie optent pour des interventions en douceur afin d’éviter tout accident, qui serait préjudiciable pour l’image d’EDF. Un directeur de site remarque que les ONG ne tentent pas les mêmes opérations sur des centrales aux États-Unis ou en Russie où la réaction des services de défense serait beaucoup plus létale.

## Durée d’exploitation des centrales nucléaires françaises
Il n’existe pas, en France, de limitation légale fixe de la durée d’exploitation des centrales nucléaires. Un réexamen de sûreté spécifique périodique est demandé (en complément des contrôles continus) lors des visites décennales par l'Autorité de sûreté nucléaire qui, après avoir imposé d'éventuels travaux complémentaires (par exemple à la suite des leçons tirées de Fukushima), donne ou ne donne pas sa « non-opposition » au redémarrage pour une nouvelle durée de dix ans,.
En comparaison, aux États-Unis, l'autorisation d'exploitation initialement donnée pour 40 ans par la NRC, a fait l'objet de prolongations pour 20 ans supplémentaires pour 81 réacteurs sur les 99 en service dans le pays, et l’autorité de sûreté nucléaire a publié fin 2015 un projet de lignes directrices pour la prolongation jusqu’à 80 ans d’exploitation.
Lors de leur conception, la durée d’exploitation initiale prévue des centrales REP françaises était de 40 ans. Cependant, à ce jour, tous les composants peuvent être remplacés sauf l'enceinte de confinement et la cuve qui font d'ailleurs l'objet d'une surveillance particulière. La cuve n'a été changée sur aucun réacteur nucléaire, le mode d'exploitation des cœurs des réacteurs a permis de limiter son irradiation et donc son vieillissement.
Sur les 56 réacteurs du parc EDF, il n’est pas exclu que certains réacteurs ne puissent pas être prolongés au-delà de 40 ans à un coût économiquement acceptable (fonction des travaux d'une part requis pour respecter les demandes réglementaires et d'autre part nécessaires pour garantir un niveau de production suffisant).
Toutefois, indépendamment du réexamen de sûreté, la durée d'exploitation peut aussi être réduite par décision politique, comme l'arrêt définitif de Creys-Malville, la décision de sortie du nucléaire de l'Allemagne ou, comme la mise à l’arrêt de la centrale nucléaire de Fessenheim (en application de la loi relative à la transition énergétique pour la croissance verte).
Le 1er juin 2019, le réacteur Tricastin 1 est le premier des 58 réacteurs d'EDF à engager les travaux qui lui permettront de prolonger son exploitation de quarante à cinquante ans et d'intégrer des améliorations de sûreté introduites par l'EPR. Le chantier, qui servira de référence aux 31 autres réacteurs de 900 mégawatts, se prolongera jusqu'en 2023. Au total, l'investissement s'élève à 7 milliards € pour prolonger de dix années ces 32 réacteurs, soit un montant inférieur à 1 centime par kWh sur la facture des consommateurs.
Le 10 février 2022, le président Macron annonce sa décision de prolonger au-delà de 50 ans « la durée de vie de tous les réacteurs nucléaires [dans la mesure du possible] » (voir section « Relance du programme nucléaire »).
Le 3 février 2023, le Conseil de politique nucléaire décide le lancement « d'études permettant de préparer la prolongation de la durée de vie des centrales existantes à soixante ans et au-delà, dans des conditions strictes de sûreté garanties par l'Autorité de sûreté nucléaire ».

## Démantèlement des centrales
En juin 2020, douze réacteurs sont en cours de démantèlement en France (le début du démantèlement des réacteurs de Phénix (Marcoule) et de Fessenheim nécessite au préalable le déchargement des cœurs des réacteurs (et le traitement du sodium pour Phénix)),, : 
- les réacteurs G1, G2 et G3 du site nucléaire de Marcoule ;
- 3 réacteurs de la filière uranium naturel graphite gaz (UNGG) à la centrale nucléaire de Chinon (CHA1/EDF1, CHA2/EDF2 et CHA3/EDF3) ;
- 2 réacteurs SLA1/EDF4 et SLA2/EDF5 (de la filière UNGG) à la centrale nucléaire de Saint-Laurent-des-Eaux ;
- le réacteur Bugey 1 (de la filière UNGG) à la centrale nucléaire du Bugey ;
- le réacteur à eau lourde (EL4) du site nucléaire de Brennilis ;
- le réacteur à neutrons rapides Superphénix sur le site nucléaire de Creys-Malville ;
- 1 réacteur à eau pressurisée Chooz A de la centrale nucléaire de Chooz dont le démantèlement a débuté en 2007 pour une fin de travaux programmée en 2022[140].

## Information de la population
La population habite pour 58 % à moins de cent kilomètres d'une centrale. La loi du 13 juin 2006 relative à la transparence et à la sécurité en matière nucléaire, dite loi « TSN », dispose que toute personne a le droit d'être informée sur les risques liés aux activités nucléaires. Le Haut Comité pour la transparence et l’information sur la sécurité nucléaire est l'instance légale d’information, de concertation et de débat sur les risques liés aux activités nucléaires et aux effets de ces activités sur la santé des personnes, sur l'environnement et sur la sécurité nucléaire.